# Culicoides teretipalpis
Culicoides teretipalpis är en tvåvingeart som beskrevs av Wirth och Barreto 1978. Culicoides teretipalpis ingår i släktet Culicoides och familjen svidknott.
Artens utbredningsområde är Colombia. Inga underarter finns listade i Catalogue of Life.